# Neospintharus obscurus
Neospintharus obscurus là một loài nhện trong họ Theridiidae.
Loài này thuộc chi Neospintharus. Neospintharus obscurus được Eugen von Keyserling miêu tả năm 1884.